# Cosmisoma ochraceum
Cosmisoma ochraceum là một loài bọ cánh cứng trong họ Cerambycidae.